# Zvezdna vrata (film)
Zvezdna vrata (izvirno angleško Stargate) je znanstvenofantastični film iz leta 1994. Režiral ga je Ronald Emmerich, v glavnih vlogah pa sta nastopila Kurt Russel in James Spader.

## Vsebina
Leta 1928 so v Egiptu odkrili nenavaden kovinski obroč, položen pod kamen, na katerem so bili neznani simboli, v bližini pa so našli tudi zlat amulet. Namena obroča niso znali pojasniti in je nekako prišel v posest Vojnega letalstva ZDA.
Zgodba se nadaljuje v sedanjosti in prikazuje mladega egiptologa Daniela Jacksona, ki je bil tarča posmeha zaradi trditve, da piramid in sfinge v Egiptu niso zgradili stari Egipčani, temveč nekdo drug. Ko je zaradi tega izgubil službo, mu je Catherine Langford, hči najditelja skrivnostnega obroča, ponudila delo za Vojno letalstvo ZDA.
 
Vojska je potrebovala strokovnjaka, ki bi znal razložiti namen in delovanje skrivnostnega obroča, na katerem so bili nerazumljivi simboli, ki niso imeli nič skupnega s hieroglifi.Daniel Jackson je nato ugotovil, da simboli prikazujejo slike ozvezdij, ki predstavljajo koordinate točke v prostoru. Izkazalo se je, da je obroč naprava za teleportacijo, ki ljudi ali predmete v hipu lahko popelje na drug planet, ki leži precej daleč od Zemlje. To napravo so poimenovali Zvezdna vrata.

Poveljnik baze, v kateri so postavili to napravo, general West, je odobril odpravo skozi zvezdna vrata, ki jo je vodil Jack O'Neil. Po pošiljanju sonde skozi zvezdna vrata je bilo ugotovljeno, da so pogoji na drugi strani podobni zemeljskim, vendar pa so se simboli na drugih zvezdnih vratih razlikovali. Da bi se ekipa lahko vrnila nazaj, se je odpravi pridružil tudi Daniel Jackson z zlatim amuletom, ki mu ga je podarila Catherine Langford. 
Po potovanju skozi vrata se je ekipa znašla na puščavskem planetu, ki je bil na prvi pogled videti nenaseljen. Edina stavba, ki je kazala na sledi civilizacije, je bila piramida, v kateri so bila zvezdna vrata in je bila identična egipčanskim piramidam. Ekipa se je zaradi tega nameravala vrniti na Zemljo, vendar Daniel Jackson ni našel simbolov za vrnitev, kar je v ekipi povzročilo nemalo hude krvi. Del ekipe se je odpravil raziskovat planet in pri tem naletel na ljudi, ki so delali v rudniku in so spominjali na stare Egipčane. Ko so ti ljudje opazili zlati amulet, ki ga je nosil Daniel Jackson, so imeli prišleke za bogove in jih zato prijazno sprejeli. Daniel Jackson je v dar dobil celo poglavarjevo hčer. S temi ljudmi se sprva niso mogli sporazumevati, ker so govorili neobičajen jezik, prav tako je bilo videti, da je pisanje in branje pri njih prepovedano. Kmalu po tem je na vrhu piramide pristala vesoljska ladja in del ekipe so zajeli vojaki, ki so bili na videz podobni staroegipčanskim bogovom.
Ko se je drug del ekipe vrnil do piramide, so tudi njih zajeli vojaki. Šele takrat so ugotovili, da planetu vlada Ra, staroegipčanski bog Sonca, medtem ko so bili vojaki njegovi stražarji, vendar so bili ljudje.
O'Neil se je odločil rešiti celotno ekipo, kar je neuspešno poskusil z odvzemom orožja enemu od stražarjev. Pri tem je bil smrtno ranjen Daniel Jackson, ki ga je Ra kasneje ozdravil v posebnem sarkofagu, ki ga je tudi on uporabljal za podaljševanje življenja. Ra mu je razkril načrt, da namerava na Zemljo poslati okrepljeno atomsko bombo, ki jo je ekipa prinesla s sabo, saj je v ljudeh videl grožnjo svoji vladavini. Obenem mu je ukazal, da bo moral javno usmrtiti preostale člane ekipe, če ne želi tvegati resnih posledic.
Ko je nastopil dan usmrtitve, na katerem so se zbrali tudi vsi prebivalci planeta, so ti prebivalci iz baze s seboj prinesli orožje, s katerim so povzročili zadostno zmedo, da so lahko vsi pobegnili v skrivališče, za katerega Ra ni vedel.
Daniel Jackson je našel resnico in ugotovil, da je bil Ra umirajoči nezemljan, ki se je za podaljševanje življenja naselil v človeško telo in s tem zavladal Zemlji ter obenem selil ljudi na svoj planet za delo v rudnikih. Ko je na Zemlji izbruhnil upor, je bil Ra prisiljen pobegniti, zato je ljudem na svojem planetu prepovedal tudi pisanje, da se ne bi upor ponovil tudi tam. Ob tem so odkrili tudi simbole, ki bi jih morali vnesti v zvezdna vrata, da bi se lahko vrnili domov. Daniel Jackson je prebivalce planeta prepričal, da so njihovi bogovi le ljudje, zamaskirani v podobe egipčanski hbogov, da bi jim lahko vladali.
V skrivališču je O'Neil razkril, da je bil poslan na nalogo zato, da bi v primeru nevarnosti z jedrskim orožjem razstrelil zvezdna vrata in pri tem žrtvoval sebe, saj po smrti sina, ki se je po nesreči ustrelil z njegovo pištolo, ni videl v življenju nobenega smisla. Vseeno pa ni želel dopustiti, da Ra uresniči svoje načrte, zato se je z ekipo pod krinko vrnil v Rajevo ladjo, kjer se je vnel srdit spopad s stražarji, ki so bili ravno pred tem, da jedrsko orožje pošljejo na Zemljo. Kasneje so se jim pridružili tudi prebivalci planeta, ki niso hoteli več živeti kot sužnji in s skupnimi močmi so porazili Rajeve stražarje, Ra pa je pobegnil s svojo ladjo. O'Neilu je uspelo jedrsko orožje teleportirati na Rajevo ladjo, kar je povzročilo njeno uničenje in tudi pomenilo dokončno svobodo za prebivalce.
Ekipa se je nato vrnila na Zemljo, edino Daniel Jackson je ostal na planetu, kjer se je poročil s poglavarjevo hčerjo. 